# Asin Thottumkal

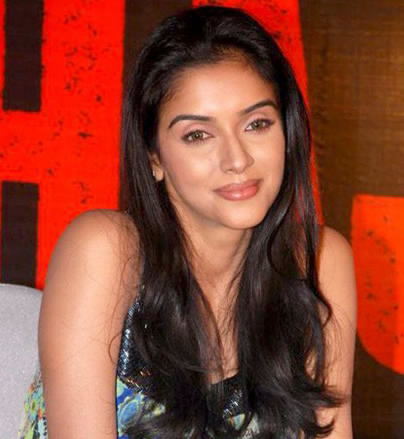
Asin Thottumkal

Asin Thottumkal (Malayalam അസിൻ തോട്ടുങ്കൽ; * 26. Oktober 1985 in Kochi), bekannt als Asin (Tamil: அசின்), ist eine indische Filmschauspielerin, Model und Bühnenperformerin.

## Leben
Asin wurde in Kochi, Kerala, geboren. Ihr Vater, Joseph Thottumkal ursprünglich aus Thodupuzha, verwaltete mehrere Unternehmen, bevor er die Karriere seiner Tochter managte.
Ihre Mutter, Seline Thottumkal, ist eine Chirurgin und lebte mit ihrer Tochter in Mumbai.
Sie machte ihr Schauspieldebüt in Sathyan Anthikkads Malayalam-Film Narendra Makan Jayakanthan Vaka (2001). Asin hatte ihren ersten kommerziellen Erfolg 2003 mit Amma Nanna O Tamila Ammayi und gewann einen Filmfare Award South als die beste Schauspielerin für den Film.
Nach einer Reihe von Filmen erhielt sie ihren zweiten Filmfare Award South als beste Darstellerin für ihre Leistung in ihrem zweiten tamilischen Film Ghajini (2005). Danach spielte sie die weibliche Hauptrolle in der Action-Komödie Varalaru (2006). Im Jahr 2008 gab Asin ihr Debüt im Hindi-Film mit Ghajini, der Neuverfilmung des tamilischen Films, für das sie anschließend den Filmfare Award/Bestes Debüt gewann.

## Filmografie
- 2001: Narendran Makan Jayakanthan Vaka
- 2003: Amma Nanna O Tamila Ammayi
- 2003: Shivamani
- 2004: Lakshmi Narasimha
- 2004: Gharshana
- 2004: M. Kumaran son of Mahalakshmi
- 2005: Chakram
- 2005: Ullam Ketkumae
- 2005: Ghajini
- 2005: Majaa
- 2005: Sivakasi
- 2006: Varalaru
- 2006: Annavaram
- 2007: Aalwar
- 2007: Pokkiri
- 2007: Vel
- 2008: Dasavathaaram
- 2008: Ghajini
- 2009: London Dreams
- 2011: Kaavalan
- 2011: Ready
- 2012: Housefull 2
- 2012: Bol Bachchan
- 2012: Khiladi 786
- 2015: All Is Well